# شو جیاین
شو جیاین (انگلیسی: Xu Jiayin؛ زادهٔ ۱۹۵۸) کارآفرین، بازرگان و مدیر ارشد اجرایی چینی است، که در حال حاضر به‌عنوان رئیس هیئت مدیره گروه اورگرند فعالیت می‌کند.